# オラパデ・アデニケン
オラパデ・チャールズ・アデニケン（Olapade Charles Adeniken、1969年8月19日 ‐ ）は、ナイジェリア・オショッボ出身で短距離走を専門にしていた元陸上競技選手。100mで9秒95、200mで20秒11の自己ベストを持つ、両種目の元ナイジェリア記録保持者。1992年バルセロナオリンピックと1997年アテネ世界選手権の男子4×100mリレー銀メダリストである。個人種目の男子100mと200mでは、オリンピックと世界選手権の両大会でファイナリストになっている。

## 経歴
1991年8-9月、東京世界選手権に出場すると、男子100m2次予選で追い風参考記録ながら10秒00（+4.1）をマークして準決勝に進出した。準決勝では組4着までに入れば決勝に進出できたが、結果は10秒17（+1.3）の組5着に終わり、0秒04差で決勝進出を逃した。男子200mでは準決勝を20秒47（-3.1）の組3着で突破し、オリンピックと世界選手権を通じて初のファイナリストとなった。決勝は20秒51（-3.4）の5位に終わり、3位とは0秒02差で惜しくもメダルは逃した。男子4×100mリレーでは2走（George Ogbeide、アデニケン、Victor Omagbemi、デビッドソン・エジンワ）を務め、決勝では38秒43のアフリカ記録（当時）を樹立しての4位に貢献した。
1992年4月4日、100mで9秒97（+1.2）のナイジェリア記録（当時）を樹立し、10秒の壁を突破した初のナイジェリア選手になった。
1992年8月、バルセロナオリンピックに出場すると、男子100mでデビッドソン・エジンワと共にこの種目でナイジェリア勢初のファイナリストになり、10秒12（+0.5）をマークして6位に入った。これは1996年アトランタ大会でデビッドソン・エジンワが記録した6位と並び、現在もオリンピック100mのナイジェリア勢最高成績である（女子も含め）。男子200mでもオルイェミ・カヨデと共にナイジェリア勢初のファイナリストになり、20秒50（-1.0）をマークして5位に入った。これは現在もこの種目におけるナイジェリア勢最高成績である。男子4×100mリレー決勝では3走（Oluyemi Kayode、チディ・イモー、アデニケン、デビッドソン・エジンワ）を務めると、37秒98をマークしての2位に貢献し、この種目ではナイジェリア初のメダルとなる銀メダルを獲得した。これは現在もオリンピック4×100mリレーにおけるナイジェリア最高成績である（女子も含め）。
1994年4月16日、100mで9秒95（+1.9）のナイジェリア記録（当時）を樹立し、1992年にデビッドソン・エジンワがマークした9秒96を塗り替えた。
1995年8月、イェーテボリ世界選手権に出場すると、男子100mでは初のファイナリストになり、10秒20（+1.0）をマークして7位に入った。
1997年8月、アテネ世界選手権の男子4×100mリレーで2走（オズモンド・エジンワ、アデニケン、フランシス・オビクウェル、デビッドソン・エジンワ）を務めると、準決勝では37秒94のアフリカ記録を樹立。決勝では38秒07をマークしてカナダ（37秒86）に次ぐ2位に入り、4×100mリレーでは男女通じてナイジェリア勢初のメダルとなる銀メダルを獲得した。これは現在もナイジェリア勢最高成績である（女子も含め）。

## 自己ベスト
記録欄の（　）内の数字は風速（m/s）で、+は追い風を意味する。
| 種目    | 記録           | 年月日        | 場所                 | 備考                             |
| 屋外    | 屋外           | 屋外          | 屋外                 | 屋外                             |
| ------- | -------------- | ------------- | -------------------- | -------------------------------- |
| 100m    | 9秒95A (+1.9)  | 1994年4月16日 | エルパソ             | 元ナイジェリア記録 高地記録      |
| 100m    | 9秒92w (+2.8)  | 1995年7月29日 | セストリエーレ       | 追い風参考記録                   |
| 200m    | 20秒11 (+0.2)  | 1992年6月6日  | オースティン         | 元ナイジェリア記録               |
| 200m    | 20秒00w (+3.4) | 1992年5月23日 | コロラドスプリングス | 追い風参考記録                   |
| 4x100mR | 37秒94         | 1997年8月9日  | アテネ               | アフリカ記録 ナイジェリア代表2走 |
| 室内    |                |               |                      |                                  |
| 100m    | 10秒13         | 1995年1月28日 | ジョンソンシティ     |                                  |

## 主要大会成績
備考欄の記録は当時のもの
| 年   | 大会                  | 場所           | 種目    | 結果    | 記録          | 備考                                                    |
| ---- | --------------------- | -------------- | ------- | ------- | ------------- | ------------------------------------------------------- |
| 1988 | 世界ジュニア選手権    | サドベリー     | 100m    | 4位     | 10秒40 (-2.8) |                                                         |
| 1988 | 世界ジュニア選手権    | サドベリー     | 200m    | 2位     | 20秒88 (+4.2) |                                                         |
| 1988 | 世界ジュニア選手権    | サドベリー     | 4x100mR | 2位     | 39秒66        |                                                         |
| 1988 | オリンピック          | ソウル         | 100m    | 準決勝  | 10秒33        |                                                         |
| 1988 | オリンピック          | ソウル         | 200m    | 準決勝  | 20秒67        |                                                         |
| 1988 | オリンピック          | ソウル         | 4x100mR | 準決勝  | 39秒05        |                                                         |
| 1989 | アフリカ選手権 (en)   | ラゴス         | 200m    | 優勝    | 20秒74        |                                                         |
| 1989 | ユニバーシアード (en) | デュースブルク | 100m    | 2位     | 10秒35 (-1.3) |                                                         |
| 1989 | ワールドカップ (en)   | バルセロナ     | 100m    | 4位     | 10秒20 (+0.5) | アフリカ代表                                            |
| 1989 | ワールドカップ (en)   | バルセロナ     | 4x100mR | 4位     | 38秒81 (3走)  | アフリカ代表                                            |
| 1989 | ワールドカップ (en)   | バルセロナ     | 200m    | 3位     | 20秒38 (+1.9) |                                                         |
| 1991 | 世界選手権            | 東京           | 100m    | 準決勝  | 10秒17 (+1.3) |                                                         |
| 1991 | 世界選手権            | 東京           | 200m    | 5位     | 20秒51 (-3.4) |                                                         |
| 1991 | 世界選手権            | 東京           | 4x100mR | 4位     | 38秒43 (2走)  | アフリカ記録                                            |
| 1992 | オリンピック          | バルセロナ     | 100m    | 6位     | 10秒12 (+0.5) | 男女通じナイジェリア最高成績                            |
| 1992 | オリンピック          | バルセロナ     | 200m    | 5位     | 20秒50 (-1.0) | ナイジェリア男子最高成績                                |
| 1992 | オリンピック          | バルセロナ     | 4x100mR | 2位     | 37秒98        | 男女通じナイジェリア最高成績                            |
| 1992 | ワールドカップ (en)   | ハバナ         | 100m    | 2位     | 10秒26 (-0.3) | アフリカ代表                                            |
| 1992 | ワールドカップ (en)   | ハバナ         | 4x100mR | 3位     | 39秒08 (2走)  | アフリカ代表                                            |
| 1994 | 英連邦競技大会 (en)   | ビクトリア     | 100m    | 6位     | 10秒11        |                                                         |
| 1994 | 英連邦競技大会 (en)   | ビクトリア     | 4x100mR | 予選    | DNF           |                                                         |
| 1994 | 英連邦競技大会 (en)   | ビクトリア     | 4x400mR | 4位     | 3分03秒06     |                                                         |
| 1994 | グランプリファイナル  | パリ           | 100m    | 6位     | 10秒25 (-0.6) |                                                         |
| 1994 | ワールドカップ (en)   | ロンドン       | 100m    | 2位     | 10秒25 -0.3   | アフリカ代表                                            |
| 1994 | ワールドカップ (en)   | ロンドン       | 4x100mR | 2位     | 38秒81 (4走)  | アフリカ代表                                            |
| 1995 | 世界選手権            | イェーテボリ   | 100m    | 7位     | 10秒20 (+1.0) |                                                         |
| 1995 | 世界選手権            | イェーテボリ   | 200m    | 1次予選 | DNS           |                                                         |
| 1996 | オリンピック          | アトランタ     | 100m    | 1次予選 | DNS           |                                                         |
| 1997 | 世界選手権            | アテネ         | 4x100mR | 2位     | 38秒07        | 男女通じナイジェリア最高成績 準決勝37秒94：アフリカ記録 |